# Stazione di San Gennaro
La stazione di San Gennaro è una fermata ferroviaria posta sulla linea Roma-Velletri, a servizio della località di San Gennaro, frazione del comune di Genzano di Roma.

## Storia
La fermata venne attivata il 30 gennaio 2000.

## Strutture e impianti
La fermata è composta da una banchina, parzialmente coperta da una pensilina, che serve l'unico binario di corsa. Essa è collegata ad un ampio parcheggio di scambio tramite una scala e una rampa di accesso per i portatori di disabiltà.

## Movimento
La fermata è servita dai treni della linea regionale FL4, esercitata da Trenitalia.

## Interscambi
- Fermata autobus